# Pierre Yves Lemieux
Pierre Yves Lemieux est né à Trois-Rivières, au Québec, Canada en 1962. Acteur,  auteur dramatique, metteur en scène et conseiller dramaturgique québécois, il crée des pièces de théâtre originales, adapte et transpose des romans, des textes pour la scène. Ses adaptations sont fréquemment issues de romans ou de pièces de théâtre classiques.

## Biographie
Originaire de Trois-Rivières, Pierre Yves Lemieux est formé à la fois en interprétation et en littérature. Il unit ses deux passions, joue et écrit pour le théâtre, d'abord avec le Théâtre de l'Opsis dont il est membre depuis ses débuts et ensuite pour d'autres compagnies de théâtres. Son répertoire comprends une grand nombre d'adaptation d'œuvres au théâtre,.
Dès 1989, il écrit À propos de Roméo et Juliette inspiré du classique Roméo et Juliette de William Shakespeare, qui est mis en scène par Serge Denoncourt avec qui il travaille fréquemment. Puis, il met en scène Ibsen pour le Théâtre Populaire du Québec (TPQ).
Il travaille aussi sur l'œuvre du russe Maxime Gorki et traduit Les Estivants en 1997, qui est présentée au Monument National dans une coproduction du Théâtre du Trident et du Théâtre du Nouveau Monde .
En 2000, il s'inspire de la nouvelle Le Roman d'une Contrebasse d’Anton Tchekhov et écrit Monsieur Smytchkov qui est présentée au  Centre du Théâtre d'Aujourd'hui. En 2001, il adapte le roman le plus populaire d'Alexandre Dumas, Les Trois Mousquetaires en une pièce de 2h30 qui est présentée au Théâtre Denise Pelletier .
En 2003, il crée une joyeuse comédie, Langue de Vipère, le procès d'une commère qu'il met lui-même en scène et qui est jouée durant toute la saison estivale au Théâtre La Fenière situé à L'Ancienne-Lorette dans la région de Québec. Elle sera entre autres à nouveau présentée à l'été 2024 au Vignoble Le Nordet à Lévis,.
Puis en 2004, il adapte la tragédie grecque Oreste d'Eurépide avec La Sirène et le Harpon, produit par le Théâtre de L'Opsis et présentée à la salle Jean-Claude Germain du Centre du Théâtre d'Aujourd'hui avec Suzanne Clément dans le rôle de La fille et David Savard dans Le Garçon.
Il adapte le roman de cap et d'épée Scaramouche de Rafael Sabatini en une pièce qui est mise en scène par Jean Leclerc et est présentée au Théâtre Denise Pelletier en 2006 .
Pour la saison estivale 2006, le théâtre La Fenière présente sa création, la pièce Le Club des Commères, et à nouveau l'été suivant en  2007 la même pièce transformée:  Les Haïssables (Le Club des commères) du 17 juillet au 8 septembre ,.
En 2011, il travaille sur le conte La Belle et la bête et l'adapte pour la scène. La pièce est d'abord présentée au Théâtre du Nouveau-Monde dans une mise en scène de Michel Lemieux et Victor Pilon. En 2013, elle est ensuite présentée en France sur les scènes de Paris, L'Oise, Bayonne, Arcachon, Chaillot, Colombes et  Sainte-Maxime ,.
Toujours en 2011, il coécrit Ana avec l'autrice écossaise Clare Duffy, une création théâtrale bilingue relatant l'histoire d'une femme que l'on suit durant 1300 ans. Projet audacieux produit par Imago Théâtre et par Stellar Quines d'Édimbourg!  Mise en scène par Serge Denoncourt! Jouée à la fois par des interprètes québécois dont Catherine Bégin et Magalie Lépine-Blondeau, puis des comédiens  écossais et présentée à l'Espace Go.
Il écrit également pour le théâtre d'été, Quelques livres de trop, texte tout en nuance, présentée au Théâtre La Roche à Veillon de Saint-Jean-Port-Joli en 2013,. La pièce est reprise par la troupe de La p'tite réplique qui la présente en 2019 au Centre culturel le Parvis de Sherbrooke.
En 2014, il trace le profil de l'auteur dramatique vénitien Carlo Goldoni, incluant son œuvre, son type d'écrivain et de sa vie dans la pièce Commedia, d'abord présenté au Théâtre Denise Pelletier,.
En 2016, à l'occasion du centième anniversaire d'Anne Hébert, il signe la pièce Clara, une adaptation des romans: Aurélien, Clara, Mademoiselle et le Lieutenant anglais qui est présentée à l'Espace Go,,. En 2018 il adapte le conte philosophique Candide de Voltaire dans la pièce Le Candide qui est jouée sur la scène du Théâtre du Nouveau-Monde,.
Pierre Yves Lemieux est conseiller dramaturgique pour la rédaction de la pièce d'Hugo Bélanger, Le rêveur dans son bain présentée au Théâtre du Nouveau-Monde en 2023 .
Inspiré des romans de Catherine Mavrikakis: Le ciel de Bay City, Deuils cannibales et mélancoliques, Ce qui restera et L’absente de tous bouquets, il rédige la pièce Le ciel est une vraie ordure qui est présentée au Théâtre de Quat'Sous en janvier 2024. La mise en scène est de Luce Pelletier et les comédiennes: Catherine Proulx-Lemay, Isabelle Vincent, Sylvie De Morais-Nogueira et Lou Vincent Desrosiers  incarnent ses personnages ,,.

## Œuvres

### Théâtre
- 1986: Un théâtre à l'entracte (Rosemary's boutchoux), Théâtre de la Troupe à Wilfrid
- 1989: À propos de Roméo et Juliette, Théâtre de l'Opsis
- 1997: Les Estivants, Monument National, Théâtre du Trident, Théâtre du Nouveau-Monde
- 2000: Monsieur Smytchkov, Centre du Théâtre d'Aujourd'hui
- 2001: Les trois mousquetaires, Théâtre Denise Pelletier
- 2003: Langue de Vipère, le procès d'une commère, Théâtre la Fenière
- 2006: Scaramouche, Théâtre Denise Pelletier
- 2006: Le Club des Commères, Théâtre la Fenière
- 2007: Les Haïssables (Le Club des Commères), Théâtre la Fenière
- 2011: La Belle et la Bête, Théâtre du Nouveau-Monde
- 2011: Ana, Espace Go
- 2013: Quelques livres de trop, Théâtre La Roche à Veillon
- 2014: Commedia, Théâtre Denise Pelletier
- 2016: Clara, Théâtre Espace Go
- 2018: La Candide, Théâtre du Nouveau-Monde
- 2024: Le Ciel est une belle ordure, Théâtre de Quat'Sous

### Traductions
- 1997: Les Estivants de Maxime Gorki, Monument National
- 2000: La Cerisaie d'Anton Tchekov, Théâtre du Nouveau Monde (TNM)

### Conseiller dramaturgique
- 2023: La pièce d'Hugo Bélanger Le rêveur dans son bain, Théâtre du Nouveau-Monde

## Prix, distinctions et honneurs
- 1993: Prix de la Meilleure adaptation décerné par l'Association québécoise des critiques de théâtre (AQCT), pour Comédie russe [30]
- 1994: Prix de la Meilleure production décerné à la Soirée des Masques pour Les Estivants
- 1997: Prix de la Meilleure production décerné par les Prix Gascon-Roux et de la critique, pour Les Estivants
- 1999: Prix Molière du solo masculin décerné par l'Académie des Molières pour Arturo Brachetti
- 2001: Prix Spécial du jury du Théâtre Denise Pelletier pour Les Trois Mousquetaires.
- 2001: Nomination pour son interprétation de Iacha du Masque de l’Interprétation masculine dans un rôle de soutien, au Gala des Masques [30]
- 2001: Nomination pour son travail sur Monsieur Smytchkov  dans la catégorie Traduction ou adaptation, au Gala des Masques[30].
- 2007: Nomination Meilleure production de l'année décerné à la Soirée des Masques pour Scaramouche.
- 2011: Prix pour la Meilleure production décerné par les Prix Gascon-Roux pour La Belle et la Bête.